# Sadie Calvano

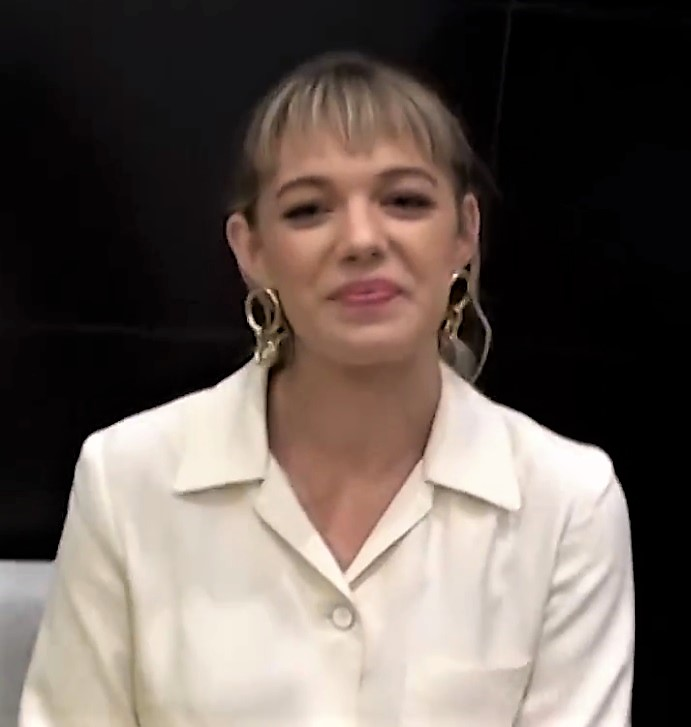
Sadie Calvano, 2018

Sadie Calvano (* 8. April 1997 in Los Angeles, Kalifornien) ist eine US-amerikanische Schauspielerin. Bekanntheit erreichte sie vor allem durch ihre Rolle der Violet in der US-Sitcom Mom.

## Leben
Sadie Calvano begann ihre Schauspielkarriere im Alter von sieben Jahren, als sie erstmals in Musicals auftrat. Nach einigen Rollen im Theater begann im Jahre 2010 ihre professionelle Schauspielkarriere mit ersten Auftritten in Fernsehserien und Filmen. 2011 spielte sie in der Filmbiografie J. Edgar unter der Regie von Clint Eastwood die Nichte von J. Edgar Hoover, dargestellt von Leonardo DiCaprio. 2013 trat sie in der Sitcom Melissa & Joey erstmals mit einem wiederkehrenden Charakter mehrmals auf, noch im selben Jahr bekam sie dann eine Hauptrolle in der von Chuck Lorre produzierten Sitcom Mom.

## Filmografie (Auswahl)

### Filme
- 2011: J. Edgar
- 2011: Family Album (Fernsehfilm)
- 2012: Village People (Fernsehfilm)
- 2016: The Perfect Daughter (Fernsehfilm)
- 2018: The Package
- 2018: Stand/Still (Kurzfilm)
- 2021: Secrets of a Marine's Wife (Fernsehfilm)

### Fernsehserien
- 2010: Navy CIS (NCIS, Folge 8x02)
- 2011: Eagleheart (Folge 1x05)
- 2012: Karate-Chaoten (Kickin' It, Folge 2x17)
- 2013: Crash & Bernstein (Folge 1x08)
- 2013: Melissa & Joey (3 Folgen)
- 2013–2016, 2018: Mom (48 Folgen)
- 2016: The Skinny (Folge 1x03)
- 2019–2021: Why Women Kill (10 Folgen)
- 2021: 9-1-1: Lone Star (Folge 2x05)
- 2022: The Rookie (Folge 4x16)